# The Statesman (Indien)
The Statesman ist eine englischsprachige nationale Tageszeitung in Indien mit einer Auflage von ca. 180.000 Exemplaren.
The Statesman wurde im Jahre 1875 in Kolkata, Indien gegründet als Nachfolgerin der 1818 gegründeten Zeitung The Friend of India. 1934 wurde die Zeitung The Englishman (gegründet 1821) mit The Statesman zusammengeführt. Seit 1931 erscheint die Zeitung auch in Delhi in einer eigenen Ausgabe. Die Zeitung war auch unter dem Namen The Calcutta Statesman bekannt.